# 七隆站
七隆站（音素換寫：S̄t̄hānī chidlm，皇家轉寫：Sathani Chit Lom，發音：[sā.tʰǎː.nīː t͡ɕʰít lōm]），位於泰国首都曼谷巴吞旺县奔集路（往東通往素坤逸路）與朗逊路，為曼谷BTS（高架電車）蘇坤蔚線上的一座車站，車站編號為E1。

## 概要
側式月台2面2線的高架車站。於2014年車站安裝了的月台幕門開始使用。
車站周邊是曼谷首屈一指的商業區，毗鄰尚泰中央世界购物中心（Central World）、愛侶灣君悅飯店（Grand Hyatt Erawan Bangkok，即舊崇光百貨商店）、蓋頌生活購物商城及BIG C超級市場。
尚泰百貨可於出口5直達，而蓋頌生活購物商城可在出口9直達它的二樓。
此外，供奉着曼谷市民信仰的象精靈四面神的伊拉旺神壇也在附近。

## 車站構造
| U3                     |                                                    |                        |
| 側式月台（有月台幕門） |                                                    |                        |
| 1號月台・上行■素坤逸线 | 奔集站・阿速站・安努站・北寧站方面                 |                        |
| 2號月台・下行■素坤逸线 | 暹羅車站・披耶泰車站・勝利紀念碑車站・慕七車站方面 |                        |
| 側式月台（有月台幕門） |                                                    |                        |
| U2                     | 站廳                                               | 自动售票机、自動改札口 |
| U1                     | 出入口                                             | 奔集路                 |

## 車站周邊
- 愛侶灣君悅飯店
- 曼谷洲際酒店
- 尚泰七隆百貨
- 警察醫院
- 伊拉旺神壇
- Big C超級市場

## 參看
- 曼谷大眾運輸系統

## 外部連結
- 曼谷集體運輸系統（架空電車）的官方網站
- 愛侶灣凱悅飯店的官方網站（页面存档备份，存于）
- 曼谷洲際酒店的官方網站
- 姬紗芭莎的官方網站（页面存档备份，存于）
- Kiatnakin銀行的官方網站（页面存档备份，存于）
- 中央洋行的官方網站
- Big C 超級市場的的官方網站

13°44′38.79″N 100°32′35.15″E / 13.7441083°N 100.5430972°E